# Michaelophorus indentatus
Michaelophorus indentatus là một loài bướm đêm thuộc chi Michaelophorus, có ở Belize, Brasil, México, và Panama. Bướm bay vào tháng 4, và tháng 9-11, và có sải cánh dài khoảng 12 mm.